# White Mountains (Californië)
De White Mountains zijn een bergketen in het westen van de Verenigde Staten, grotendeels in het oosten van de staat Californië, hoewel een klein deel in Nevada valt. De White Mountains lopen van noord naar zuid, tussen Owens Valley in het westen en Fish Lake Valley in het oosten. De hoogte neemt gemiddeld naar het noorden toe. Het hoogste punt is de 4344 m hoge White Mountain Peak. In het zuiden wordt de bergketen breder om in de omgeving van het plaatsje Big Pine uit te lopen tot een plateau, waar de White Mountains door Westgard Pass en Deep Springs Valley van de Inyo Mountains worden gescheiden. In het noorden vormt de Montgomery Pass, waar U.S. Route 6 de bergen doorkruist, de scheiding tussen de White Mountains en de Sierra Nevada.
De hele keten ligt in beschermd natuurgebied van het Inyo National Forest.

## Fysische geografie
White Mountain Peak is de op twee na hoogste bergtop in Californië. De White Mountains zijn de hoogste bergketen in de Basin and Range Province, hoewel de Sierra Nevada twee hogere toppen heeft. De top bestaat uit contactmetamorf vulkanisch gesteente en vormt een competent lichaam dat 500 m boven de omgeving uitrijst. De oorspronkelijke vulkaan was actief in het Mesozoïcum en is reeds lang door de erosie afgebroken. Boven op de berg bevindt zich een onderzoeksstation van de University of California.
Ten noorden van White Mountain Peak gaat de bergketen door als twee arêtes, afgewisseld met roche moutonnée-landvormen en hoogvlakten. Vlak voor de laatste top boven de 4000 m, Boundary Peak (4007 m) passeert de bergketen de grens tussen Californië en Nevada.
De westelijke flank van de White Mountains rijst steil op uit Owens Valley. Het verschil in hoogte is aan die kant rond de 2400 m. De oostelijke flank is over het algemeen minder steil. Aan die kant liggen verschillende Pleistocene keteldalletjes en zelfs enkele 's zomers blijvende sneeuwvelden.
De White Mountains zijn geologisch gezien onderdeel van de Basin and Range Province, een uitgestrekt gebied waar de aardkorst dunner wordt door grootschalige afschuivingen. De White Mountains vormen een van de vele noord-zuid verlopende bergketens ("ranges") in het gebied, die bestaan uit langs deze afschuivingen gevormde blokken. De Sierra Nevada, aan de overliggende kant van Owens Valley, wordt niet meer tot de Basin and Range Province gerekend. Het landschap is voornamelijk gevormd door de erosieve werking van gletsjers in de laatste ijstijd.

## Ecologie

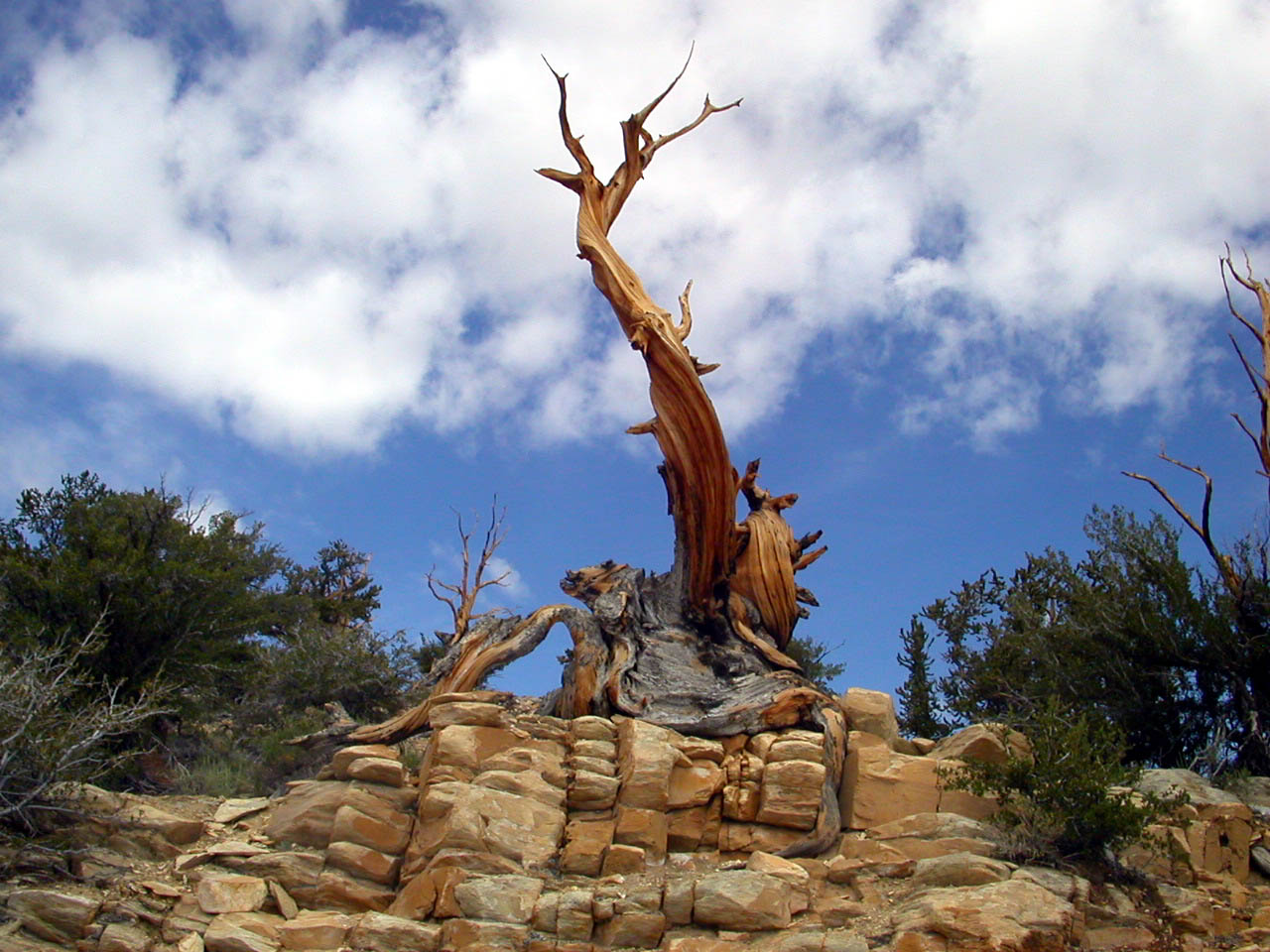
Bristlecone pine (Pinus longaeva) op een substraat van dolosteen.

Net als andere bergketens in het gebied liggen de White Mountains in de regenschaduw van de Sierra Nevada en hebben ze daarom een droog klimaat. Desondanks groeit op de hogere hellingen tussen de 2800 en 3500 m open subalpien bos, bestaande uit dennensoorten als Pinus flexilis (voornamelijk op minder doorlatende bodems) en de bristlecone pine (Pinus longaeva, op goed doorlatende bodems van dolosteen of sterk verweerde graniet), een van de langst-levende boomsoorten ter wereld. In het zuiden van de White Mountains bevindt zich een boom van deze soort, die Methuselah genoemd wordt en het oudst bekende niet-gekloonde organisme ter wereld is. De middelhoge delen van de helling hebben iets dichter bos, met soorten als Pinus monophylla en Juniperus osteosperma ("Utah juniper"). De dennenappels van de eerste soort werden vroeger verzameld door de Paiute-Indianen, die nog steeds in het gebied leven. De twee beboste hoogtezones worden vaak gescheiden door een zone met struikgewas van Cercocarpus ("mountain mahony"). Grijze Salie (Artemisia tridentata) groeit van de dalen tot in de alpiene zone.
Andere in het gebied voorkomende boomsoorten zijn Pinus contorta, Pinus jeffreyi, de pijnboom van Ponderosa (Pinus ponderosa), de Amerikaanse jeneverbes (Juniperus occidentalis) en de Amerikaanse ratelpopulier (Populus tremuloides). Al deze soorten komen in groteren getale voor in het nattere klimaat van de Sierra Nevada en moeten tijdens de laatste ijstijd, toen de White Mountains een natter klimaat hadden, ook daar meer zijn voorgekomen. De White Mountains hebben ook een aantal endemische soorten, zoals Horkelia hispidula.
Diersoorten van de White Mountains zijn onder andere het dikhoornschaap (Ovis canadensis), het muildierhert (Odocoileus hemionus), de geelbuikmarmot (Marmota flaviventris) en wilde mustangs. In de rivieren zijn zalmen uitgezet. Inheemse vogels zijn bijvoorbeeld de Amerikaanse notenkraker (Nucifraga columbiana) en andere kraaiensoorten, die van dennenappels leven.